# Mar Contreras
Maricela Contreras Leyva (Culiacán, Sinaloa, 8 de febrero de 1981), más conocida como Mar Contreras, es una cantante y actriz mexicana, surgida del reality show musical Operación Triunfo.

## Biografía
Mar comenzó a incursionar en el medio cuando se le da la oportunidad de participar en la primera edición del reality show musical Operación Triunfo en 2002, ocupando el séptimo lugar del reality. Después de este formó el grupo Sólo 5, incluido el lanzamiento de un disco. En 2007 debuta como actriz en la telenovela Muchachitas como tú, producción de Emilio Larrosa, interpretando a Lorena. En 2008 es llamada por Juan Osorio para interpretar a Penélope Montalbán en la telenovela Tormenta en el paraíso, historia protagonizada por Sara Maldonado. Ese mismo año, da vida a Luli Casas del Campo en la película de Disney, High School Musical: el desafío, donde interpreta a la villana principal. En 2009 se une al elenco de Mar de amor, telenovela producida por Nathalie Lartilleux, para dar vida a Roselia, compartiendo créditos con Zuria Vega y Ninel Conde. En 2010 participa en la telenovela Teresa, producida por José Alberto Castro, interpretando a Lucía Álvarez Granados junto a Angelique Boyer, entre otros; y en 2011, José Alberto Castro la vuelve a convocar para su producción llamada La que no podía amar, la cual está protagonizada por Ana Brenda Contreras y José Ron, donde Mar interpreta a la antagonista llamada Vanessa Galván Villaseñor. Ese mismo año se integra al programa de entretenimiento Se Vale TV.
Después de aquí ha tenido más participaciones en telenovelas, siendo Cabo su último coprotagónico junto a Bárbara de Regil en 2023.

## Trayectoria

### Cine
| Año  | Película                        | Personaje            |
| ---- | ------------------------------- | -------------------- |
| 2015 | Malapata                        | Magda                |
| 2013 | ¿Qué le dijiste a Dios?         | Marifer              |
| 2008 | High School Musical: el desafío | Luli Casas del Campo |

### Teatro
| Año       | Obra de teatro            | Personaje            |
| --------- | ------------------------- | -------------------- |
| 2016      | Marta tiene un marcapasos | Consuelo             |
| 2009      | ¡Qué plantón!             | La Rosa              |
| 2007-2014 | Hoy no me puedo levantar  | María / Ana / Malena |

### Televisión
| Año       | Proyecto                      | Personaje                 |
| --------- | ----------------------------- | ------------------------- |
| 2025      | La casa de los famosos México | Participante              |
| 2022-2023 | Cabo                          | Vanessa Noriega Lombardo  |
| 2021      | Esta historia me suena        | 1 episodio                |
| 2019      | Por amar sin ley              | Lorenza Torres            |
| 2018-2019 | Like                          | Isaura                    |
| 2016-2017 | Vino el amor                  | Susan O´Neal-Williams     |
| 2015      | Lo imperdonable               | Nanciyaga                 |
| 2013      | Como dice el dicho            | Carla                     |
| 2011-2012 | La que no podía amar          | Vanessa Galván Villaseñor |
| 2010-2011 | Teresa                        | Lucía Álvarez Granados    |
| 2009-2010 | Mar de amor                   | Roselia                   |
| 2008      | Plantados                     | Claudia                   |
| 2008      | Tormenta en el paraíso        | Dra. Penélope Montalbán   |
| 2007      | Muchachitas como tú           | Lorena                    |
| 2002      | Operación Triunfo             | Participante              |

## Premios y nominaciones

### Premios Diosas de Plata
| Año  | Categoría                  | Película                | Resultado |
| ---- | -------------------------- | ----------------------- | --------- |
| 2015 | Mejor coactuación femenina | ¿Qué le dijiste a Dios? | Ganadora  |